# La Poupée (film, 1962)
Pour les articles homonymes, voir Poupée (homonymie).
Pour plus de détails, voir Fiche technique et Distribution.
La Poupée est un film de science-fiction italo-français réalisé par Jacques Baratier, sorti en 1962.
C'est une comédie satirique se déroulant dans un pays imaginaire d'Amérique du Sud. Il a été présenté au festival international du film de Berlin.

## Fiche technique
- Réalisation : Jacques Baratier, assisté de Claude Nedjar
- Scénario : Jacques Audiberti d'après son roman
- Photographie : Raoul Coutard
- Musique : Joseph Kosma
- Chanson Gallito interprétée par Catherine Sauvage. La musique des quatre chansons du film est du compositeur argentin Jorge Milchberg ; les paroles sont de Jacques Audiberti.
- Pays de production :  France -  Italie
- Genre : Film de science-fiction
- Durée : 95 minutes
- Date de sortie: 7 novembre 1962

## Distribution
- Zbigniew Cybulski : le colonel Prado/le rebelle
- Sonne Teal : Marion/la poupée
- Claudio Gora : Moren, le banquier
- Catherine Milinaire : Mirt
- Jean Aron : professeur Palmas
- Sacha Pitoëff : Sayas
- Jacques Dufilho : l'indienne
- Michel de Ré : Gervasio
- Daniel Emilfork : l'assassin Gant de Crin
- László Szabó : Pascuel
- Max Montavon : un scientifique
- Darling Légitimus